# Jördis Frommhold
Jördis Frommhold (* 1981 in Bünde) ist eine deutsche Ärztin für Innere Medizin und Pneumologie. Bekannt wurde sie als Expertin für die Long-Covid-Erkrankung und ihre Tätigkeit als Chefärztin der Median Klinik in Heiligendamm (Mecklenburg-Vorpommern). Seit Januar 2023 leitet sie das Long Covid Institut in Rostock.

## Leben
Sie studierte Humanmedizin an der Universität zu Lübeck. 2007 erhielt sie ihre Approbation als Ärztin. Im selben Jahr promovierte sie auch am Institut für Sozialmedizin in der Abteilung Krebsepidemiologie. Anschließend absolvierte sie an verschiedenen Stationen in Kliniken in Wismar und Lübeck eine Ausbildung zur Fachärztin für Innere Medizin, Notfallmedizin und Pneumologie. Als internistische Oberärztin arbeitete sie dann ab Oktober 2015 in der IMC-Station und der interdisziplinären Notaufnahme des Hanse-Klinikums Wismar.
Im Februar 2018 wechselte sie an die Median-Klinik Heiligendamm, wo sie zunächst Leitende Oberärztin in der Abteilung Atemwegserkrankungen und Allergien war, bevor sie am 1. September 2019 nach Abschluss ihrer Facharztausbildung zur Pneumologin Leitende Oberärztin der Abteilung Pneumologie wurde. Zum 1. Mai 2020 übernahm sie die Chefarztstelle der Abteilung Pneumologie der MEDIAN Klinik Heiligendamm und im August 2020 wurde sie Chefärztin der Klinik. Sie ist seitdem insbesondere auf die Behandlung von Patienten mit Long-Covid spezialisiert.

## Wirken
Frommhold wurde durch ihre Arbeit und Expertise in der Rehabilitation von COVID-19-Patienten sowie ihrer Medienpräsenz zu einer auch der Öffentlichkeit bekannten Expertin in diesem Bereich. Seit April 2020 hat sie mit ihrem Team in der Median Klinik Heiligendamm Patienten mit Long COVID behandelt. Ende 2020 begannen Frommhold und ihr Team in Zusammenarbeit mit der Universität zu Lübeck eine Multicenterstudie, welche die Wirksamkeit verschiedener Rehabilitationen nach COVID-19 untersucht.
Im Juni 2021 fungierte Frommhold als Expertin im Ausschuss für Gesundheit in einer Anhörung zum Thema Long COVID.
2021 erhielt sie den Preis als „Frau des Jahres“ des Landes Mecklenburg-Vorpommern für „ihr herausragendes Engagement zur Aufklärung über die Langzeitfolgen einer COVID-19-Erkrankung und den erfolgreichen Einsatz der Möglichkeiten der Rehabilitationsmedizin“.
Im Dezember 2021 gehörte sie zu den Gründern des interdisziplinären Ärzte- und Ärztinnenverbandes Long-Covid und wurde zu dessen erster Präsidentin gewählt.
Zum 1. Oktober 2022 eröffnete sie in Rostock das Institut Long Covid, das zu einem besseren Umgang mit den Spätfolgen von COVID-19 beziehungsweise deren Prävention beitragen soll. Sie leitet das Institut als Geschäftsführerin. Am 28. März 2024 gab sie bekannt, dass sie das Institut nach dem Ende der Förderung durch das Land nicht mehr wirtschaftlich führen kann und kündigte die Schließung des Instituts an. Eine Aufnahme der Therapien in die Regelversorgung war nicht erfolgt.

## Privates
Jördis Frommhold ist verheiratet mit einem Arzt und hat einen Sohn.

## Ehrungen
- 2021: „Frau des Jahres“ des Landes Mecklenburg-Vorpommern
- 2021:  Mitglied der 17. Bundesversammlung auf Vorschlag der SPD-Landtagsfraktion Mecklenburg-Vorpommern

## Schriften
- LongCovid – Die neue Volkskrankheit. C.H.Beck, 2022. ISBN 978-3-406-78356-2
- Post-COVID-Syndrom und Long-COVID – genesen heißt noch lange nicht gesund. (Hrsg., zusammen mit Per Otto Schüller). Medizinisch Wissenschaftliche Verlagsgesellschaft, 2022. ISBN 978-3-95466-698-0